# Marianne (série télévisée, 1983)
Marianne est un feuilleton télévisé français en 30 épisodes de 26 minutes qui a été réalisé par Marion Sarraut d'après l'œuvre de Juliette Benzoni, Marianne et diffusé à partir du 21 novembre 1983 sur Antenne 2.

## Distribution
- Corinne Touzet : Marianne d'Asselnat de Villeneuve, alias Maria Stella
- Marthe Mercadier : Adélaïde d'Asselnat
- Benoît Brione : Napoléon Ier
- Gérard Chambre : Jason Beaufort
- Jean-François Poron : Francis Cranmere
- Christian Alers : Arcadius de Jolival
- Philippe Clay : Black-Fish
- Emmanuel Karsen : Gracchus-Hannibal Pioche
- Bernard Dhéran : Talleyrand
- Stéphane Bouy : Fouché
- Nicole Maurey : Mme de Talleyrand
- Isabelle Spade : Dorothée de Périgord
- Dora Doll : Fanchon Fleur de Lys
- Virginie Pradal : Fortunée Hamelin
- Régine Blaess : Ellis Selton
- François Brincourt : Duroc
- Jean-Marie Bernicat : Gauthier de Chazay
- Jacques Brucher : Pince von Clary-Aldringen
- Annie Jouzier : Gwen
- Philippe Murgier : Morvan
- Clément Michu: Un policier

## Fiche technique
- Format original : 30 × 26 minutes
- Réalisation : Marion Sarraut
- Production : Antenne 2, SFP
- Scénario : Juliette Benzoni et Jean Chatenet
- Photographie :
- Musique : Robert Viger
- Montage :
- Décors :
- Costumes :
- Coordination cascades :
- Conseiller équestre :
- Dresseur animaux :